# Nyctophilus microdon
Nyctophilus microdon (Laurie & Hill, 1954) è un pipistrello della famiglia dei Vespertilionidi endemico della Nuova Guinea.

## Descrizione

### Dimensioni
Pipistrello di piccole dimensioni, con la lunghezza della testa e del corpo tra 41,9 e 47 mm, la lunghezza dell'avambraccio tra 38,2 e 41 mm, la lunghezza della coda tra 41,6 e 49 mm, la lunghezza del piede tra 7,9 e 10 mm, la lunghezza delle orecchie tra 20,2 e 24 mm.

### Aspetto
La pelliccia è corta e densa. Le parti dorsali sono bruno-rossastre, mentre le parti ventrali sono bruno-grigiastre chiare con la base dei peli più scura. Il muso è tronco e cosparso di peli, con un disco carnoso all'estremità dove si aprono le narici e dietro al quale è presente un rigonfiamento poco sviluppato, ricoperto di peli e attraversato longitudinalmente da un solco superficiale. Gli occhi sono piccoli. Le orecchie sono grandi, ovali ed unite sulla fronte da una membrana cutanea ben sviluppata e ricoperta di peli. Il trago è appuntito, con il margine anteriore dritto e quello posteriore leggermente sagomato. Le ali sono attaccate posteriormente alla base delle dita dei piedi. L'estremità della lunga coda si estende leggermente oltre l'ampio uropatagio.

## Biologia

### Comportamento
Si rifugia in singolarmente o in piccoli gruppi nelle cavità degli alberi e talvolta anche nelle grotte.

### Alimentazione
Si nutre di insetti.

## Distribuzione e habitat
Questa specie è conosciuta soltanto in sette località degli altopiani centro-orientali di Papua Nuova Guinea.
Vive nelle foreste medio-montane tra 1.900 e 2.200 metri di altitudine.

## Conservazione
La IUCN Red List, considerata la mancanza di informazioni circa la diffusione. Le minacce e lo stato di conservazione, classifica N.microdon come specie con dati insufficienti (DD).